# 愛鷹山
愛鷹山（あしたかやま）は静岡県の東部にある山。富士山の南隣に位置する火山である。最高峰は標高1504.2mの越前岳。狭義には南方にある1,187.5mの愛鷹山峰を指す。愛鷹山塊や愛鷹連峰とも呼ばれることがある。日本二百名山の1つ。

## 地史
愛鷹山は第四紀の成層火山である。およそ40万年前に箱根火山や小御岳火山とともに噴火を始めた。10万年前に黒岳溶岩ドームと火砕流を噴出したのを最後に火山活動を終えた。山体はフォッサマグナ地域に含まれ、富士山と同じく、フィリピン海プレートとユーラシアプレートの境界付近に位置する。位牌岳の西側に火口があったと考えられているが、活動の終息から長期間が経過し、開析が進んでいるため明瞭な火口地形は残っていない。山体の北側が、後からの火山活動で成長した富士山のすそ野に取り込まれている。

## その他
標高800メートル以上の地域では、ピンク色のアシタカツツジに代表される特有の植物が生育している他、環境省の特定植物群落調査にも選定されたブナの原生林が見られる。季節によってヤマボウシやトリカブトが咲く。南東側の山中につるべ落しの滝がある。南麓には茶畑が多く、新旧の東名高速道路や東海道新幹線が通り、交通の要衝となっている。
愛鷹山峰の山頂には愛鷹明神を祀る桃沢神社が鎮座している。古くは足高山と記されていた。富士山を中心に愛鷹山（足高山）、山梨県の足和田山、箱根の足柄山を合わせて「富士三脚」と呼んだ。
縁起のよい初夢『一富士、二鷹、三なすび』の鷹の説の一つとして、駿河国で2番目に高い愛鷹山を指すという説がある。しかし、実際には駿河国で愛鷹山より高い山は存在する。

## 主な山岳
北から
- 黒岳　1,087 m
溶岩ドーム
- 越前岳　1,504.2 m
最高峰
- 前岳　1,336 m
- 鋸岳　1,296 m
- 呼子岳　1,310 m
- 位牌岳　1,458 m
- 大岳　1,262 m
- 袴腰岳　1,248 m
- 愛鷹山　1,187.5 m

## 愛鷹山信仰
愛鷹山からみて西麓に位置した東泉院（現在の富士市今泉、廃寺）は愛鷹山との関係が深く、東泉院所伝という『富士山大縁起』には「愛鷹山縁起」が記されている。この記録は「穀集山大縁起」「愛鷹山縁起」「今山縁起」「五社記」の四部で構成される。「今山」は富士山の側火山を指すといい、「五社」は東泉院別当の下方五社を指す。他、東泉院の院主は「富士愛鷹両山惣別当」を称しており、東泉院に愛鷹山信仰があったことが指摘されている。

## 愛鷹山の姿

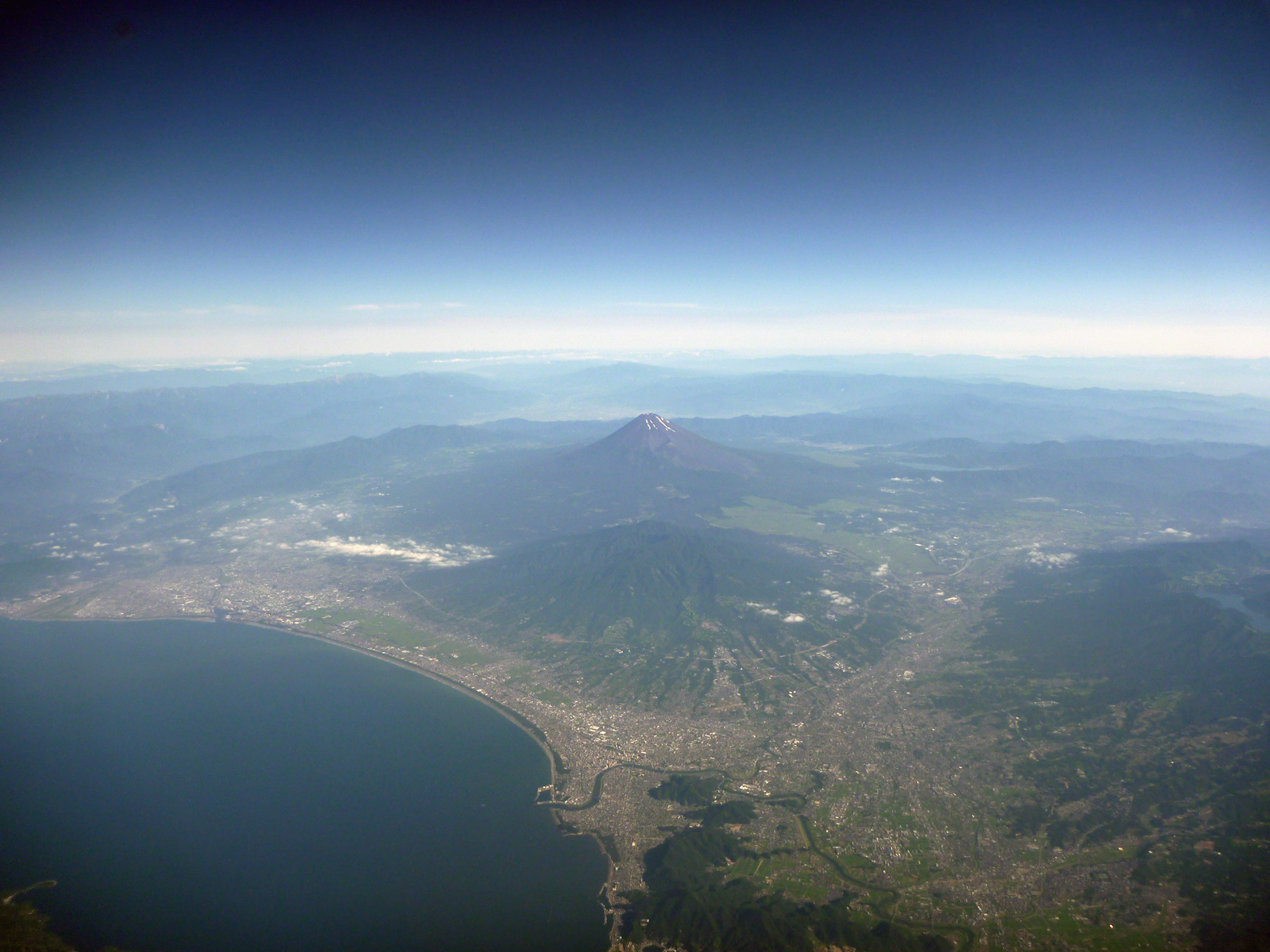
南方上空より愛鷹山と富士山
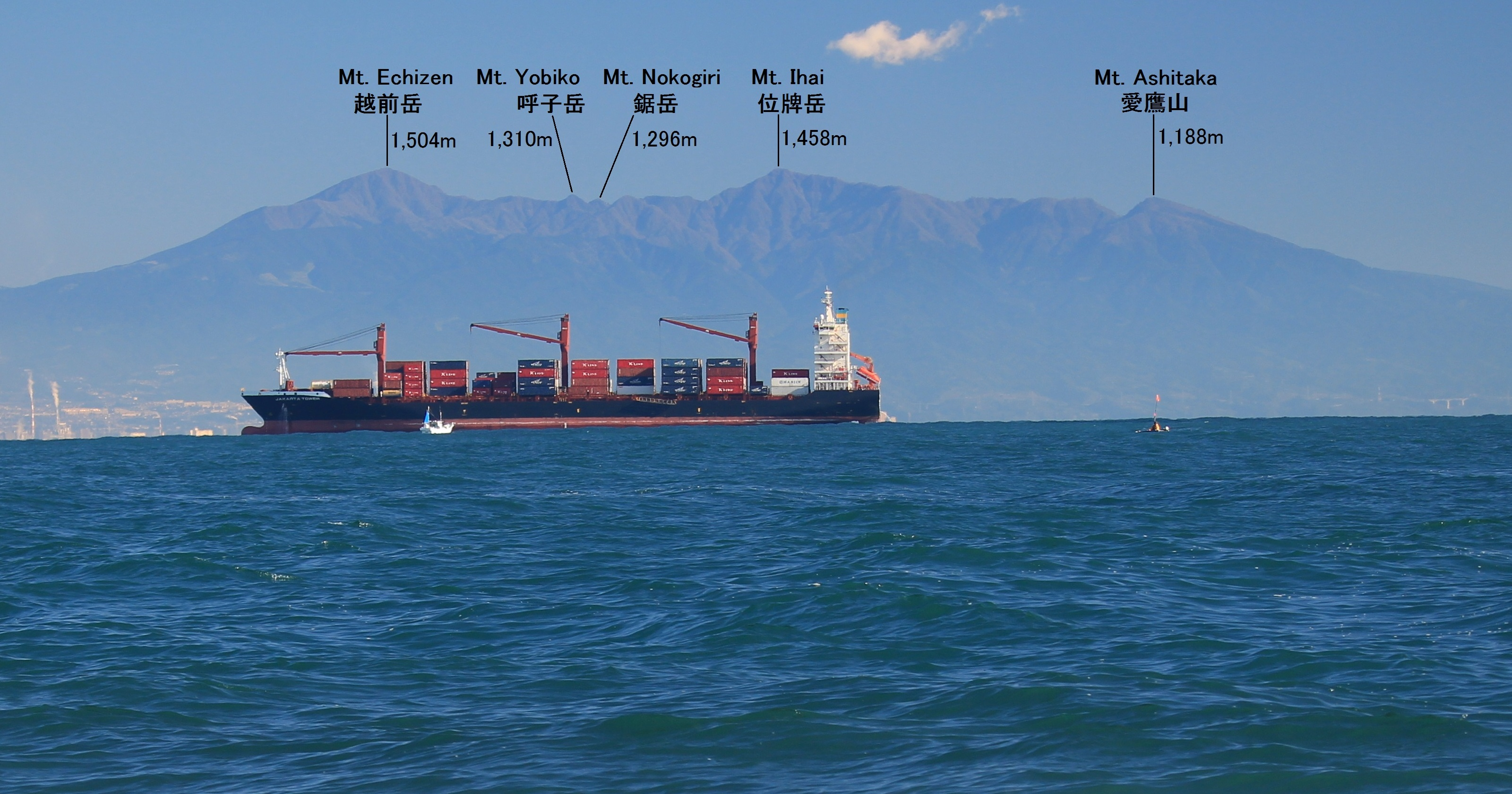
南南西方向、三保の松原から望む駿河湾越しの愛鷹山
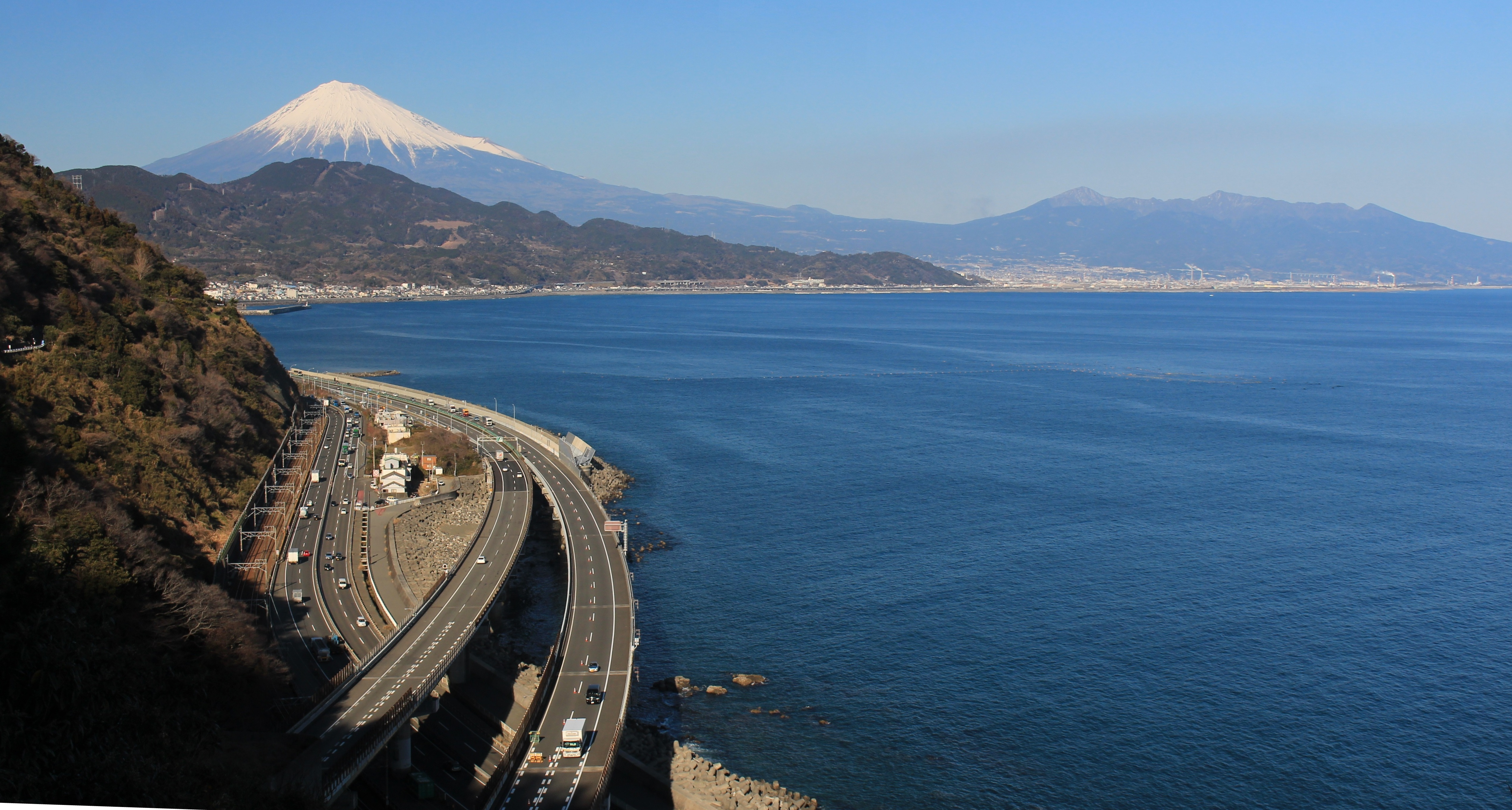
南南西方向、薩埵峠から望む富士山と愛鷹山
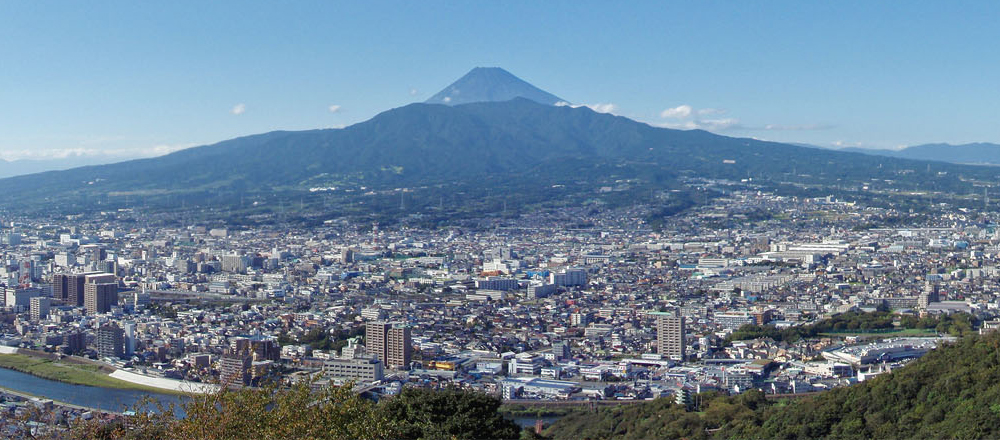
南南東の香貫山から
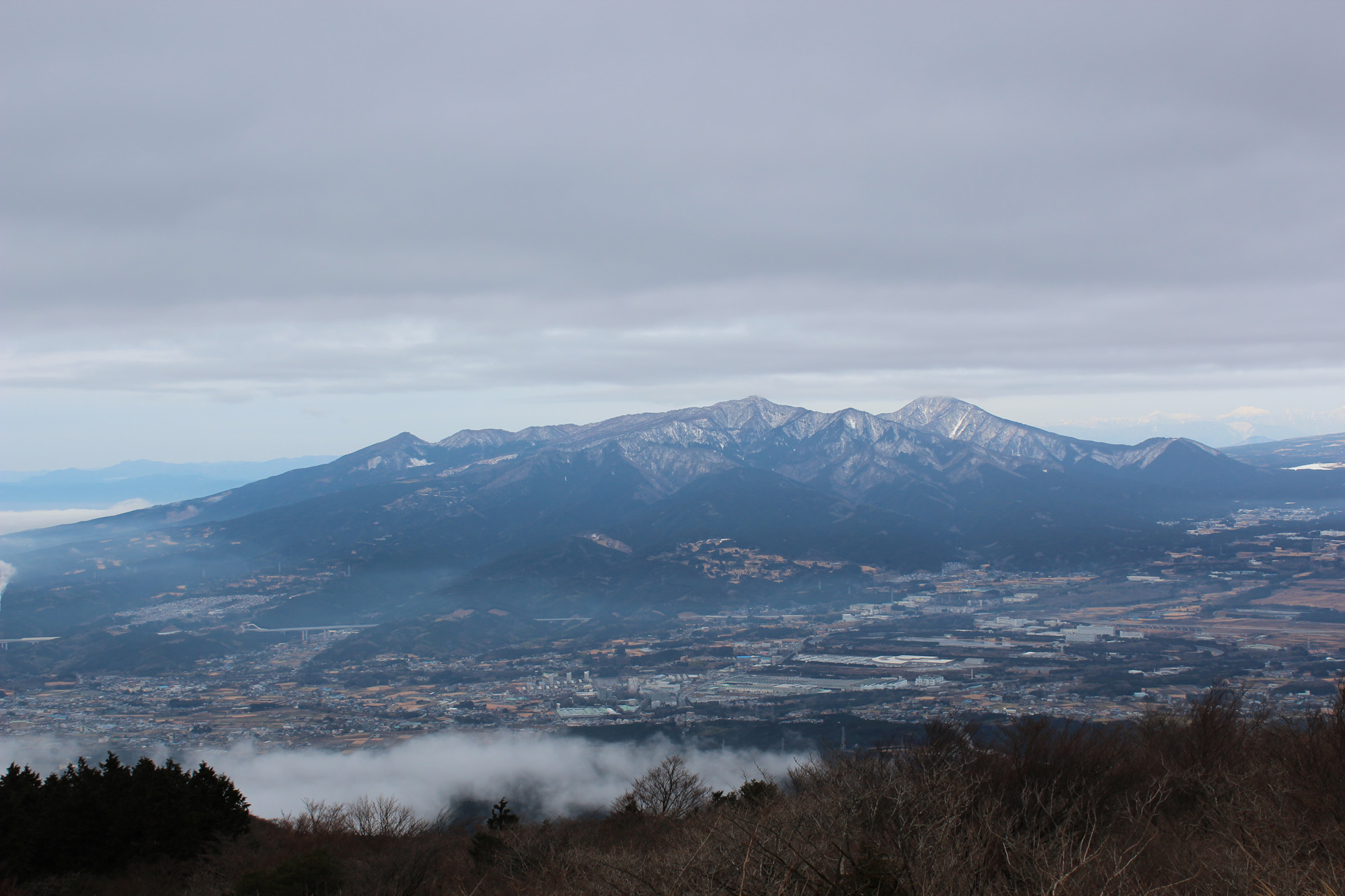
西の箱根山の外輪山から
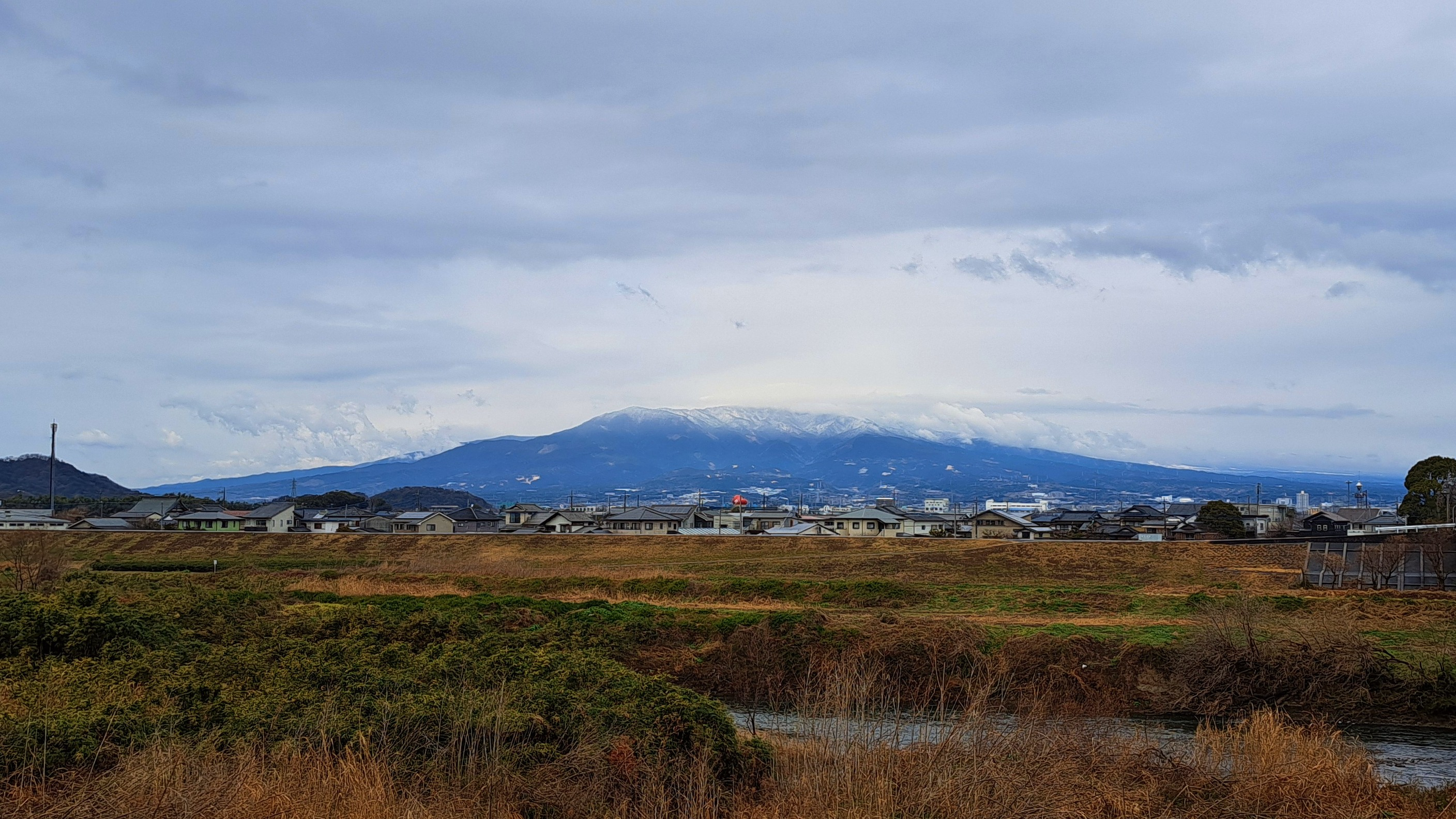
函南町から撮影した雪の愛鷹山
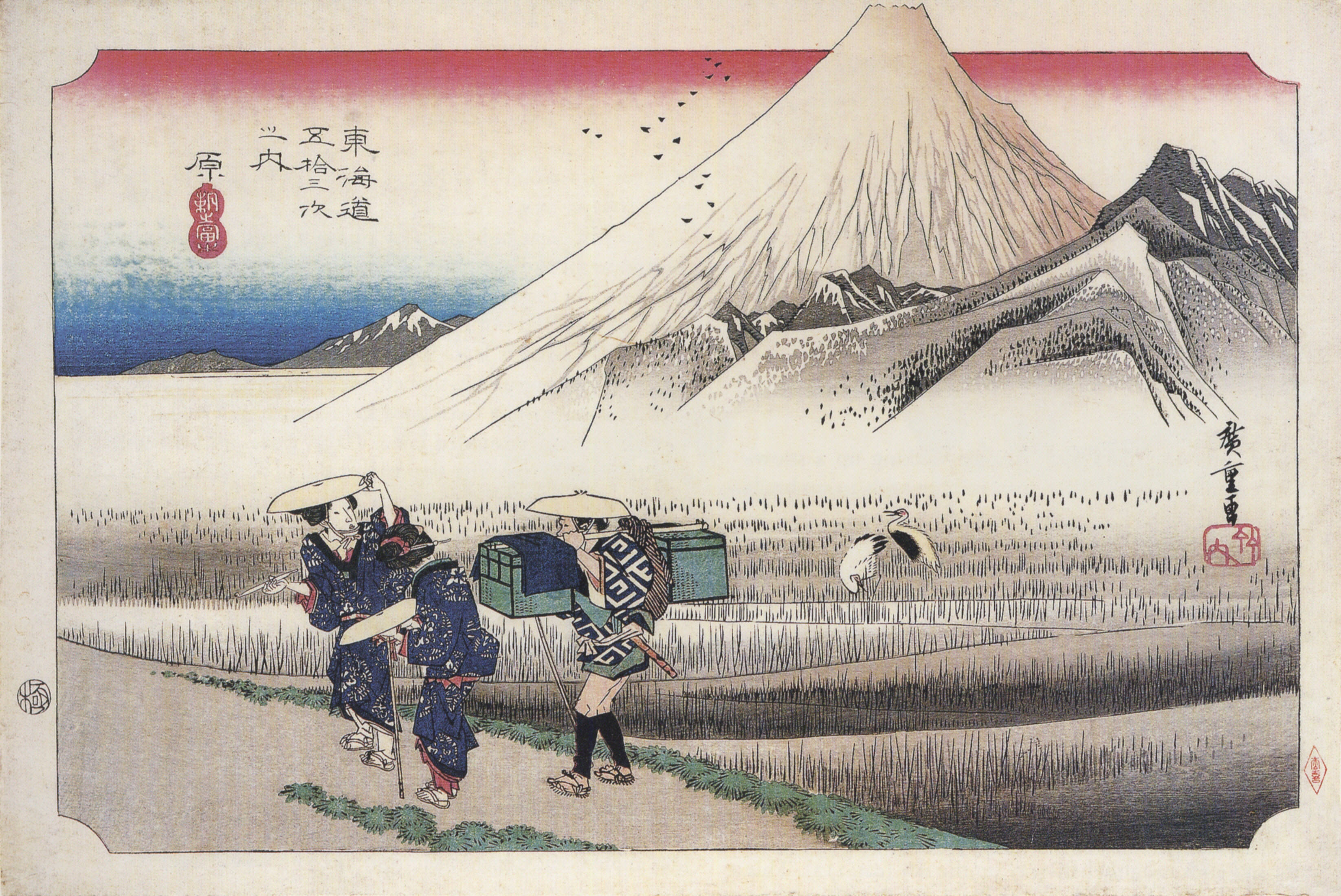
歌川広重の「東海道五十三次・原」、富士山の右手前に愛鷹山が描かれている